# Tandkoppmossa
Tandkoppmossa (Entosthodon attenuatus) är en bladmossart som beskrevs av Niels Bryhn 1908. Tandkoppmossa ingår i släktet koppmossor, och familjen Funariaceae. Arten har ej påträffats i Sverige. Inga underarter finns listade i Catalogue of Life.